# Mennecy
Mennecy – miejscowość i gmina we Francji, w regionie Île-de-France, w departamencie Essonne.
Według danych na rok 1990 gminę zamieszkiwało 11 048 osób, a gęstość zaludnienia wynosiła 996 osób/km² (wśród 1287 gmin regionu Île-de-France Mennecy plasuje się na 231. miejscu pod względem liczby ludności, natomiast pod względem powierzchni na miejscu 324.).